# 창안 자동차

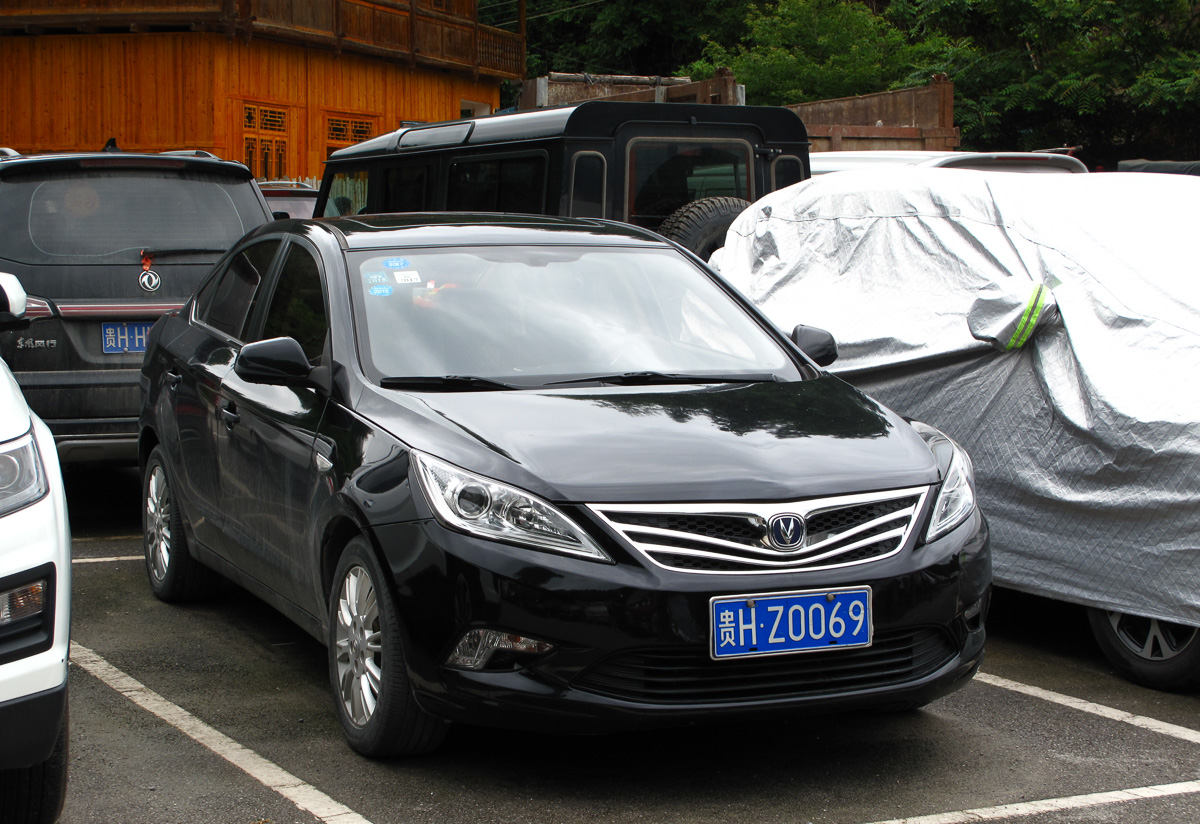

창안 자동차(중국어 간체자: 重庆长安汽车股份有限公司, 정체자: 重慶長安汽車股份有限公司, 병음: Chóngqìng Cháng'ān Qìchē Gǔfèn Yǒuxiàn Gōngsī, 영어: Changan Automobile)는 중화인민공화국의 자동차 제조 기업이다. 본사는 충칭 시에 있다. 디이 자동차, 둥펑 자동차, 상하이 자동차, 체리 자동차와 함께 중화인민공화국의 5대 자동차 제조 기업으로 여겨진다.
1862년 상하이 시에서 이홍장에 의해 설립되었으며 1950년대 말에 지프를 최초로 생산하면서 자동차 제조 기업이 되었다. 1996년 10월 31일 법인설립되었고 대표자는 장 바오린이다. 1984년에는 일본의 자동차 제조 기업인 스즈키와 제휴 관계를 수립했고 2001년에는 포드 모터 컴퍼니를 합병하면서 창안 포드 자동차(長安福特汽車)가 설립되었다. 2009년에는 하페이 자동차(哈飛汽車), 창허 자동차(昌河汽車)를 합병했다.

## 역사 및 의의
충칭 자동차 생산의 태반은 창안자동차가 담당하고 있다. 창안은 1959년 이후 차를 만들어온 국유기업으로 2차대전의 미군용 지프를 본떠 만든 군용트럭이 시발점이었다. 오늘날 라인업은 전기차 하나를 비롯한 17개 모델로 확대됐다. 7개 조립공장과 1개 엔진공장을 통해 한해 약 100만 대를 만든다. 여기에다가 창안은 포드, 푸조와 스즈키와도 합작하고 있어 한해 생산량은 300만 대에 이른다.

## 글로벌
창안자동차는 글로벌연구개발시스템을 가동 중에 있다. 현재 충칭, 베이징, 허베이, 허페이, 이탈리아 토리노, 일본 요코하마, 영국 버밍엄, 미국 디트로이트 등지에 연구개발센터를 설립하였다. 대한민국의 한온시스템은 독일 폴크스바겐, 중국 창안자동차 등에 친환경차용 전동식 컴프레셔를 납품하고 있다.